# Столик-накрийся, золотий осел і палюга з мішка
«Столик-накрийся, золотий осел і палюга з мішка» (нім. Tischchen deck dich, Goldesel und Knüppel aus dem Sack) — казка, опублікована братами Грімм у збірці «Дитячі та сімейні казки» (1812, том 1, казка 36). Згідно з класифікацією казкових сюжетів Аарне-Томпсона має номер 563: «Столик, осел і палюга».

## Сюжет
Казка розповідає про кравця, який мав трьох синів та одну-єдину козу, яка годувала їх молоком, тому кравець дбав, щоб коза завжди була добре нагодована. Одного дня послав він найстаршого сина пасти козу, а коли вони повернулися, то запитав у кози, чи вона сита. Коза відповіла, що нічого не їла, бо там, де син кравця її завів, не було ні листочка. Обурений кравець подався до сина, побив його і вигнав з дому.
Наступного дня послав другого сина і ціла історія повторилася. Коза знову почала брехати, що нічого не їла, і кравець вигнав наступного сина. Ця ж ситуація повторилася з наймолодшим сином, якого розлючений батько також вигнав.
Наступного дня кравець сам пішов пасти козу. Ввечері впевнився, що вона сита і погнав її додому. Здивувався, коли вдома коза на його питання знову відповіла, що цілий день нічого не їла. Тоді зрозумів, що вигнав синів без жодної причини. Виголив і вишмагав козу, яка щодуху почала втікати. І зостався кравець сам-самісінький, і було йому дуже сумно, що так несправедливо поступив зі своїми синами.
Тимчасом найстарший син став учнем столяра, а коли надійшов час, щоб шукати роботу, майстер подарував йому столика, який після слів «столику, накрийся» сам вкривався різними стравами. Син кравця подякував і вирушив додому. По дорозі затримався у заїжджому дворі, в якому господар викрав його чарівний столик і підмінив на схожий. Син зрозумів, що його обікрали, коли повернувся додому і хотів зробити учту для родичів та друзів.
Середній син тимчасом почав працю у мельника, а коли термін закінчився отримав у подарунок від вчителя чарівного осла, який після слова «бріклебріт» починає випльовувати золото. На жаль, середній син кравця теж потрапив до того ж заїжджого двору, де господар корчми помітив магічні властивості осла і підмінив його, як перед ти стіл. Коли син повернувся додому, то зрозумів, що його також обікрали.
Наймолодший син кравця пішов в науку до токаря, який під кінець терміну подарував йому мішок, в якій лежить палюга, яка після слів «палюго, з мішка» починає бити людей, поки не скажеш «палюго, в мішок». Довідавшись про своїх ошуканих братів, наймолодший син подався до корчми та поінформував господаря, що у нього в мішку дуже цінна річ. Коли корчмар прийшов обікрасти його, то хлопець крикнув «палюго, з мішка». Так господаря заїзду було впіймано на крадіжці, й після добрячої прочуханки той погодився повернути всі вкрадені речі його братів.
Наймолодший син кравця повернувся додому з чарівним слотом, ослом і палюгою, і відтоді у родині кравця панував достаток і радість.
Тимчасом вигнана коза сховалася у лисячій норі. Перелякана лисиця попросила допомоги у ведмедя, але той, побачивши двоє великих очей, злякався і втік, думаючи, що в норі страшний звір.Лише бджола не боялася залетіти всередину і вжалила козу, яка в паніці втекла звідти й досі ніхто не знає, куди вона побігла.

## Екранізації
- «Сімсала Грімм» (Столик-накрийся — епізод 16, серія 2) — німецький анімаційний фільм 1999 року;
- «Столик-накрийся» (нім. Tischlein deck dich) — німецький фільм 2008 року.